# Simyra neomelaina
Simyra neomelaina är en fjärilsart som beskrevs av Hamilton Paul Traub 1928. Simyra neomelaina ingår i släktet Simyra och familjen nattflyn. Inga underarter finns listade i Catalogue of Life.